# تپه جنوب مسجد جامع ساوه
تپه جنوب مسجد جامع ساوه مربوط به سدهٔ ۴ تا ۷ ه.ق است و در ساوه، جنوب مسجد جامع واقع شده و این اثر در تاریخ ۱۰ آذر ۱۳۵۴ با شمارهٔ ثبت ۱۴۸۷ به‌عنوان یکی از آثار ملی ایران به ثبت رسیده است.